# イ・サンウ
イ・サンウ（이상우、1980年2月13日 - ）は、韓国の男優。

## 略歴
高麗大学校世宗キャンパス食品生命工学科中退。2005年ドラマ『18・29〜妻が突然18才!?』のカン・ボンギュ役でデビューを果たす。2007年から2008年にかけて放送されたドラマ『糟糠の妻クラブ』でク・セジュ役を務め、SBS演技大賞ニュースター賞を受賞。2017年、ドラマで共演した女優のキム・ソヨンと結婚した。

## 出演作品

### テレビドラマ
- KBSドラマシティ（朝鮮語版）誰も私を愛していない（2005年、KBS） - チョ・スンジュ(趙承柱)役
- 18・29〜妻が突然18才!?（2005年、KBS） - カン・ボンギュ(江峰奎)役
- 愛もリフィルできますか?（朝鮮語版）（2005年-2006年、KBS） - イ・サンウ(李尚禹)役
- 9回裏2アウト（2007年、MBC） - イ・ジュンモ(李俊慕)役
- 糟糠の妻クラブ（朝鮮語版）（2007年-2008年、SBS） - ク・セジュ(具世宙)役
- 家に帰る道（朝鮮語版）（2009年、KBS） - ユ・ヒョンス(劉賢秀)役
- 迷わないで（朝鮮語版、英語版）（2009年-2010年、SBS） - ハン・テウ(韓泰宇)役
- 美しき人生（2010年、SBS） - キム・ギョンス(金慶修)役
- 愛を信じます（2011年、KBS） - ハン・スンウ(韓承佑)役
- 千日の約束（2011年、SBS） - チャン・ジェミン(張在民)役
- 神々の晩餐（朝鮮語版）（2012年、MBC） - キム・ドユン(金道允)役
- 馬医（2012年-2013年、MBC） - イ・ソンハ(李聖夏)役
- 限りない愛（朝鮮語版）（2012年-2013年、JTBC） - ハ・インチョル(何仁哲)役
- 結婚の女神（朝鮮語版）（2013年、SBS） - キム・ヒョヌ(金賢宇)役
- 温かい一言（朝鮮語版）（2013年、SBS） - キム・ソンス(金成修)役
- ゴハン行こうよ（朝鮮語版）（2013年-2014年、tvN） - キム・ソンス(金成修、離婚相談依頼人)役
- 気分の良い日（朝鮮語版）（2014年、SBS） - ソ・ジェウ(徐在宇)役
- 上流社会（朝鮮語版、英語版）（2015年、SBS） - チャン・ギョンジュン(張慶俊)役
- お願い、ママ（朝鮮語版）（2015年、KBS） - カン・フンジェ(姜勳載)役
- ハッピー・レストラン～家和萬事成～（朝鮮語版）（2016年、MBC） - ソ・ジゴン(徐智健)役
- 2度目のファースト・ラブ（朝鮮語版）（原題：20世紀少年少女）（2017年、MBC） - アンソニー(安索尼)役
- 一緒に暮らしませんか?（朝鮮語版）（2018年、KBS） - チョン・ウンテ(鄭恩泰)役
- 真心が届く（2019年、tvN） - キム・セウォン(金世元)役
- 世界で一番可愛い私の娘（2019年、KBS） - 特別出演（1話）[2]
- 黄金の庭～奪われた運命～（朝鮮語版）（2019年、MBC） - チャ・ピルスン(車必勝)役
- 都会の男女の恋愛法（2020年-2021年、kakaoTV） - ビン役（特別出演）[3]
- ペントハウス2（2021年、SBS） - 記者役（特別出演）[4]
- アンクル～僕の最高のおじさん～（朝鮮語版、英語版）（2021年-2022年、TV朝鮮） - チュ・ギョンイル(朱慶日)役[5]
- 赤い風船～絡み合う糸～（朝鮮語版、英語版）（2022年、TV朝鮮） - コ・チャウォン役

### 映画
- 青春漫画〜僕らの恋愛シナリオ〜（2006年）
- ペントハウス エレファント（2009年）

## 受賞歴

### 2008年
- SBS演技大賞 ニュースター賞 (糟糠の妻クラブ - ク・セジュ役)[6]

### 2009年
- アンドレ・キム ベストスターアワード	男性スター賞

### 2012年
- MBC演技大賞 優秀演技賞(特別企画部門) (神々の晩餐 - キム・ドユン役 / 馬医 - イ・ソンハ役)[7]

### 2016年
- MBC演技大賞 最優秀演技賞(連続ドラマ部門) (ハッピー・レストラン～家和萬事成～ - ソ・ジゴン役)[8]

### 2018年
- KBS演技大賞 優秀長編ドラマ (一緒に暮らしませんか？ - チョン・ウンテ役)[9]

- 2018 APAN STAR AWARDS（アジア太平洋スターアワード） 長編ドラマ 最優秀演技賞 (一緒に暮らしませんか？ - チョン・ウンテ役)[10]

### 2019年
- MBC演技大賞 最優秀演技賞(毎日／週末ドラマ部門) (黄金の庭～奪われた運命～ - チャ・ピルスン役)[11]